# Medagliere dei XXIV Giochi olimpici invernali
     Paesi che hanno vinto almeno una medaglia d'oro
     Paesi che hanno vinto almeno una medaglia d'argento
     Paesi che hanno vinto almeno una medaglia di bronzo
     Paesi che non hanno vinto nessuna medaglia
     Paesi o territori che non hanno partecipato

Mappa con i risultati di ogni paese ai Giochi olimpici del 2022:
Paesi che hanno vinto almeno una medaglia d'oro
Paesi che hanno vinto almeno una medaglia d'argento
Paesi che hanno vinto almeno una medaglia di bronzo
Paesi che non hanno vinto nessuna medaglia
Paesi o territori che non hanno partecipato

Numero di medaglie totali vinte da ogni paese.

Il medagliere dei XXIV Giochi olimpici invernali è una lista che riporta il numero di medaglie ottenute dai comitati olimpici nazionali presenti ai XXIV Giochi olimpici invernali, che si sono svolti a Pechino dal 4 al 20 febbraio 2022. Un totale di 2 871 atleti, provenienti da 91 nazioni, ha partecipato a 109 eventi sportivi relativi a quindici discipline.
Durante l'edizione, la Nuova Zelanda ha conquistato il suo primo oro nella storia dei giochi olimpici invernali grazie alla vittoria di Zoi Sadowski-Synnott nella gara dello snowboard slopestyle femminile. La vittoria di Bart Swings nella mass start di pattinaggio di velocità ha invece regalato al Belgio il suo secondo oro in assoluto, a 74 anni di distanza dal primo.
La Norvegia ha conquistato 16 medaglie d'oro, superando il precedente record di 14 stabilito dal Canada nel 2010 e poi eguagliato dalla Germania e dalla stessa Norvegia nel corso dell'edizione del 2018. La Cina, paese ospitante, ha realizzato la sua migliore prestazione di sempre alle olimpiadi invernali, ottenendo 15 medaglie di cui 9 d'oro e terminando al quarto posto nel medagliere.

## Medagliere
Paese ospitante
| Pos.   | Paese         | Oro | Argento | Bronzo | Totale |
| ------ | ------------- | --- | ------- | ------ | ------ |
| 1      | Norvegia      | 16  | 8       | 13     | 37     |
| 2      | Germania      | 12  | 10      | 4      | 26     |
| 3      | Stati Uniti   | 9   | 9       | 7      | 25     |
| 4      | Cina          | 9   | 4       | 2      | 15     |
| 5      | Svezia        | 8   | 5       | 5      | 18     |
| 6      | Paesi Bassi   | 8   | 5       | 4      | 17     |
| 7      | Austria       | 7   | 7       | 4      | 18     |
| 8      | Svizzera      | 7   | 2       | 6      | 15     |
| 9      | ROC           | 5   | 12      | 15     | 32     |
| 10     | Francia       | 5   | 7       | 2      | 14     |
| 11     | Canada        | 4   | 8       | 14     | 26     |
| 12     | Giappone      | 3   | 7       | 8      | 18     |
| 13     | Italia        | 2   | 7       | 8      | 17     |
| 14     | Corea del Sud | 2   | 5       | 2      | 9      |
| 15     | Slovenia      | 2   | 3       | 2      | 7      |
| 16     | Finlandia     | 2   | 2       | 4      | 8      |
| 17     | Nuova Zelanda | 2   | 1       | 0      | 3      |
| 18     | Australia     | 1   | 2       | 1      | 4      |
| 19     | Gran Bretagna | 1   | 1       | 0      | 2      |
| 20     | Ungheria      | 1   | 0       | 2      | 3      |
| 21     | Belgio        | 1   | 0       | 1      | 2      |
| 21     | Rep. Ceca     | 1   | 0       | 1      | 2      |
| 21     | Slovacchia    | 1   | 0       | 1      | 2      |
| 24     | Bielorussia   | 0   | 2       | 0      | 2      |
| 25     | Spagna        | 0   | 1       | 0      | 1      |
| 25     | Ucraina       | 0   | 1       | 0      | 1      |
| 27     | Estonia       | 0   | 0       | 1      | 1      |
| 27     | Lettonia      | 0   | 0       | 1      | 1      |
| 27     | Polonia       | 0   | 0       | 1      | 1      |
| Totale | Totale        | 109 | 109     | 109    | 327    |